# Kampfgeschwader z. b. V. 172
Das Kampfgeschwader z. b. V. 172 (zur besonderen Verwendung) war ein Verband der Luftwaffe im Zweiten Weltkrieg.

## Aufstellung
Der Stab, die I., II. und III. Gruppe des Geschwaders entstanden am 26. August 1939 als Kampfgeschwader zur besonderen Verwendung 172 (KG z. b. V. 172) in Berlin-Tempelhof (Lage). In dem Geschwader dienten viele Besatzungen der Lufthansa mit ihren Transportfliegern, die durch die Einstellung des zivilen Flugbetriebes frei geworden waren. Der Geschwaderstab wurde am 10. November 1939 aufgelöst und die drei Gruppen als selbstständige Kampfgruppen zur besonderen Verwendung (KGr. z. b. V.) weitergeführt. Die I. Gruppe, ab März 1940 umbenannt in III. Gruppe des Kampfgeschwaders z. b. V. 1 wechselte den Geschwaderverband. Die II. Gruppe löste sich im November 1939 auf, um im Februar 1941 erneut aufgestellt zu werden. Im Juni 1941 wurde sie erneut, diesmal endgültig aufgelöst. Die III. Gruppe wurde im November 1939 in I. Gruppe umbenannt und später in Kampfgruppe z. b. V. 172. Diese ging nach erneuter Umbenennung in IV. Gruppe des Transportgeschwaders 3 (IV./TG 3) zu diesem Geschwader. Alle drei Gruppen waren mit der dreimotorigen Junkers Ju 52 ausgestattet. Die Geschwaderkennung war N3 und 4V.

## Geschichte
Beim deutschen Überfall auf Polen war das Geschwader dem Oberbefehlshaber der Luftwaffe direkt unterstellt und lag in Berlin-Tempelhof. Dort stand es gemäß seinem Auftrag für Versorgungs- und Transportaufgaben zur Verfügung.
Bei der am 20. Mai 1941 beginnenden Luftlandeschlacht um Kreta waren die I. und II. Gruppe dem XI. Fliegerkorps der Luftflotte 4 unterstellt. Vom griechischen Flugplatz Korinth aus flogen sie Fallschirmjäger und Luftlandetruppen nach Kreta.
Die selbstständige KGr. z. b. V. 172 blieb im Mittelmeerraum und war am 22. Juni 1941 auf dem griechischen Flugplatz Eleusis (Lage) beheimatet und dem X. Fliegerkorps unterstellt.
Ab Anfang Februar 1942 begann die Versorgung aus der Luft, der in Cholm an der Ostfront eingeschlossenen Soldaten der Wehrmacht. Die selbstständige KGr. z. b. V. 172 war als Teil des VIII. Fliegerkorps daran beteiligt. Allerdings erlitt sie dabei hohe Verluste. Allein am 3. Februar wurden drei Flugzeuge am Boden durch sowjetische Bomber zerstört. Insgesamt verlor die Gruppe fünf von ihren sieben eingesetzten Maschinen.

## Kommandeure

### Geschwaderkommodore
| Dienstgrad     | Name                    | Zeit                                  |
| -------------- | ----------------------- | ------------------------------------- |
| Oberstleutnant | Carl August von Gablenz | 26. August 1939 bis 10. November 1939 |

### Gruppenkommandeure
I. Gruppe
- Hauptmann Rudolf Krause[7], März 40 bis ?
- Major Walter Hammer[8], 1941 bis August 1942
- Hauptmann/Major Erich Zähr[8], August 1942 bis Mai 1943

II. Gruppe
- Hauptmann Krause, 26. August 1939 bis November 1939

III. Gruppe
- Hauptmann/Major Otto Babekuhl, 26. August 1939 bis März 1940